# フィーリング・ミネソタ
『フィーリング・ミネソタ』（原題：Feeling Minnesota）は、1996年制作のアメリカ合衆国のロマンティック・コメディ映画。キアヌ・リーブス、キャメロン・ディアスらが出演。

## あらすじ
ジャックスは兄サムの結婚式に出席するため、20年ぶりに故郷のミネソタに帰ってきた。
しかし、兄の花嫁フレディはギャングの金を盗んだと因縁をつけられ、その代償として愛してもいないサムと結婚させられようとしていた。ジャックスとフレディは互いに一目惚れ、この結婚を嫌がっているフレディは、ジャックスに一緒に逃げてくれるよう説得する。
結婚式の日の晩に密会したジャックスは、フレディを連れてついに逃げだす。サムは嫉妬に狂い、2人を追いかける。ついに2人をモーテルで発見したサムは、勢いでフレディを銃で撃ってしまう。サムはそれをジャックスの仕業に見せかけようとするが…。

## キャスト
※括弧内は日本語吹替（ソフト版）。
- ジャックス・クレイトン - キアヌ・リーブス（宮本充）
- フレディ・クレイトン - キャメロン・ディアス（渡辺美佐）
- サム・クレイトン - ヴィンセント・ドノフリオ（大川透）
- ベン・コスティキアン - ダン・エイクロイド（稲葉実）
- レッド - デルロイ・リンドー（宝亀克寿）
- ロンダ - コートニー・ラブ（翔香）
- ノラ・クレイトン - チューズデイ・ウェルド（定岡小百合）
- モーテルの主人 - マイケル・リスポリ（西村知道）
- ロイス - デヴィッド・アラン・スミス（伊井篤史）
- 聖書のセールスマン - リヴォン・ヘルム（チョー）
- 警官 - ジョン・キャロル・リンチ（宝亀克寿）